# Wigomat

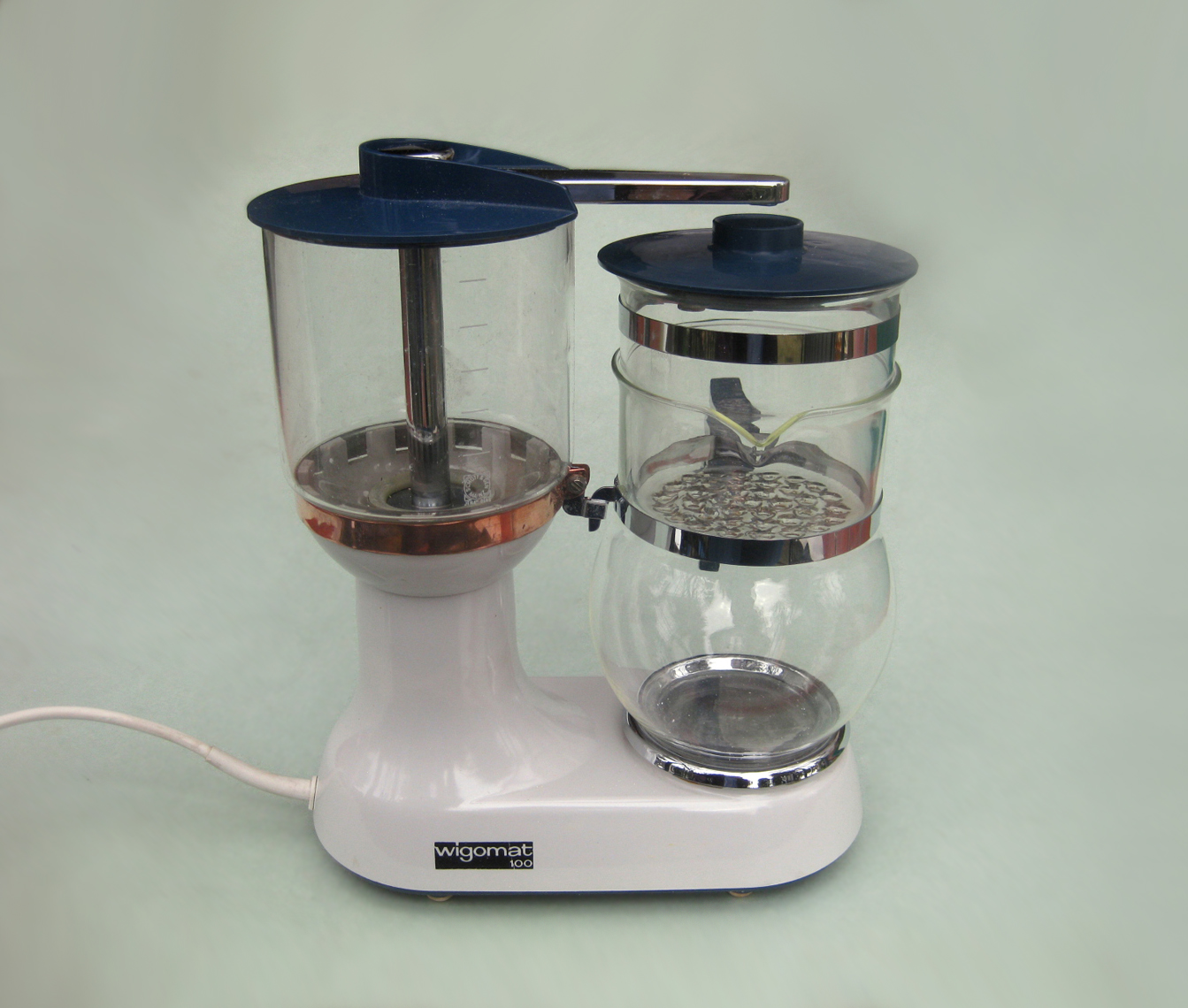
Wigomat 100, die modifizierte Version von 1958

Die Wigomat ist die weltweit erste Filterkaffeemaschine und wurde 1954 in Deutschland patentiert. Sie wurde nach dem Unternehmer Gottlob Widmann „Wi-Go-mat“ benannt, wenngleich einige frühe Exemplare noch als „FK-1“ (für Filterkaffeeautomat) ausgeliefert wurden.
Kaffee wurde bis in die späten 1950er-Jahre entweder per Hand aufgebrüht oder in einem Perkolator erzeugt. In keinem dieser beiden Fälle war die optimale Brühtemperatur gegeben. Daher wurde bei der Markteinführung der Wigomat neben der „Automatik“ auch mit der Qualität des Kaffees geworben: „Guter Kaffee, bester Kaffee, Kaffee aus dem Wigomat“.
Vertrieben wurde die Maschine in den BeNeLux-Ländern und Frankreich durch den Kaffeeröster Douwe Egberts und in der Schweiz von Solis, bald darauf entwickelte sich die automatische Filterkaffeezubereitung weltweit zum Standard. Im Wettbewerb (ab den 1970er Jahren) behauptete sich die Wigomat als eine der besten Maschinen: „The people at Zabar's tell us that their Wigomat Coffee Maker, is one of the best of the currently popular instant-drip coffeemakers.“ schrieb 1975 eine New Yorker Zeitschrift. Die Strategie, sich mit stetigen technischen Innovationen gegen den Preis- und Qualitätsverfall im Bereich der Kaffeemaschinen zu wappnen, machte die Wigomat zwangsweise zum Nischenprodukt. Gleichzeitig schadeten die extrem vereinfachten Billiggeräte der Konkurrenz dem Produkt Filterkaffee im Allgemeinen.
Als Meilensteine der Design- und Technikgeschichte sind ältere Exemplare heute gefragte Sammlerstücke oder werden in Museen ausgestellt.

## Funktionsprinzip
Bei der Wigomat kommt das noch heute übliche Aufgussverfahren zum Einsatz. Wasser wird erhitzt und im steten Fluss über den mit gemahlenem Kaffee gefüllten Filter gegossen. Von dort tropft der fertige Kaffee in eine Glaskanne, die auf einer Wärmeplatte steht. Als Besonderheit der Wigomat gilt die exakte Brühtemperatur von 94–95 °C. Diese gilt seither auch als ideal, sofern der Kaffee nicht unter Druck zubereitet wird.
Im Unterschied zu heutigen Filterkaffeemaschinen arbeitet die Wigomat nahezu geräuschlos. Sie besitzt zwei getrennte Heizelemente für die Förderung des Wassers mit einer kontinuierlich arbeitenden  Dampfblasenpumpe und für die Warmhalteplatte.
Zur Reduzierung der Bauhöhe und zur Einsparung eines Heizelements wird bei heutigen Maschinen ein Rückschlagventil verwendet. Das Wasser wird nicht mehr kontinuierlich, sondern periodisch gefördert. Dies und das Verdampfen von Restwasser auf der Warmhalteplatte verursacht das bei heutigen Maschinen typische Röcheln.